# Grzegorz Pieronkiewicz
Grzegorz Pieronkiewicz (ur. 8 kwietnia 1975 w Katowicach, zm. 18 października 2016 w Raciborzu) – polski zawodnik i działacz zapaśniczy, prezes Polskiego Związku Zapaśniczego (2012–2016).

## Życiorys
Jako zawodnik zapasów klasycznych związany był w latach 1989–1992 z klubem GKS Katowice, a w latach 1992–1999 z Unią Racibórz, występując w kategoriach wagowych 100, +100 i 130 kg. Był 3-krotnym wicemistrzem Polski seniorów i 3-krotnym międzynarodowym wicemistrzem Polski seniorów. 15-krotnie zdobywał również mistrzostwo Polski w kategoriach młodzieżowych, a także 2-krotnie plasował się na czwartym miejscu mistrzostw świata juniorów oraz raz na czwartym miejsce mistrzostw Europy juniorów.
Od 2002 piastował funkcję prezesa Zarządu MKZ Unia. Był wieloletnim działaczem Polskiego Związku Zapaśniczego. Od 2004 był wiceprezesem Śląskiego Związku Zapaśniczego. W latach 2004–2008 był członkiem Zarządu PZZ, w latach 2008–2012 – wiceprezesem, zaś od roku 2012 – prezesem PZZ.